# Аветисян, Сукиас Гегелевич
Сукиа́с Гегелевич Аветися́н (арм. Սուքիաս Ավետիսյան; род. 28 апреля 1959, Ленинакан, Армянская ССР) —  депутат парламента Армении.

## Биография
- 1976—1981 — Ленинаканский филиал Ереванского политехнического института. Инженер-строитель.
- 2004 — окончил аспирантуру института управления и экономических реформ при правительстве Армении. Академик международной академии экологии и общества. Кандидат экономических наук. Награждён медалью «За трудовое отличие» (1981).
- 1982—1983 — служил в советской армии.
- 1981—1982, 1984—1989 — работал в Ленинаканском филиале Ереванского политехнического института, секретарём комитета ЛКСМ, секретарём комитета ЛКСМ электротехнического завода, заведующим организационным отделом Ленинаканского горкома ЛКСМА, первым секретарём Московского райкома ЛКСМА, в 1989—1990 — инструктором Ленинаканского горкома КПА.
- 1990—1991 — работал инженером-геодезистом в тресте «Ширакстрой».
- 1991—1993 — главным инженером управления жилищного хозяйства исполкома Московского райсовета г. (Гюмри).
- 1994—1996 — заместитель председателя исполкома горсовета Гюмри, начальник управления жилищно-коммунального хозяйства.
- 1996—1999 — заместитель мэра Гюмри.
- 1995—1999 — избран депутатом парламента Армении. Член депутатской группы «Реформы», затем «Еркрапа».
- 1999—2003 — был депутатом парламента. Член постоянной комиссии по государственно-правовым вопросам. Член фракции «Единство».
- 2003—2007 — вновь был депутатом. Член постоянной комиссии по  науки, образования, культуры и молодёжи, а с 2004 — по социальным вопросам, по вопросам здравоохранения и охраны природы. Член «РПА».
- С 2000 — заместитель президента федерации настольного тенниса Ширакской области.
- С 2001 — член ассоциации mини-футбола Армении. Академик МАНПО (2001).
- С 2003 — президент федерации  мини-футбола Ширакской области.

13 мая 2008 года избран депутатом Национального Собрания по пропорциональной избирательной системе от Республиканской партии Армении. Член РПА.

## Награды
- Медаль Признательности[арм.] (28 декабря 2016 года) — за активную парламентскую деятельность[1]
- Медаль «За трудовое отличие»